# I lossens time
I lossens time (svensk: I lodjurets timma) er en dansk-svensk dramafilm fra 2013 instrueret af Søren Kragh-Jacobsen efter et manuskript af ham selv, Jonas T. Bengtsson, Per Olov Enquist og Tobias Lindholm. Filmen fik premiere den 23. maj 2013.

## Handling
Præsten Helen bliver kontaktet af forskeren Lisbeth, der har desperat brug for hjælp. Lisbeth leder et eksperiment på en lukket institution, hvor traumatiserede og voldelige indsatte får ansvar for et kæledyr. Eksperimentet ender uhyggeligt, da en ung patient forsøger at tage livet af sig med den begrundelse, at det er Guds plan. I en kamp mod tiden må de to kvinder arbejde sammen for at forstå drengen og redde hans sårede sjæl.

## Medvirkende
- Sofie Gråbøl - Helen
- Signe Egholm Olsen - Lisbeth
- Frederik Christian Johansen - Drengen
- Pelle Falk Krusbæk - Drengen som 8-årig
- Börje Ahlstedt - Morfar
- Søren Malling - Knud
- Henrik Birch - Eriksen
- Jens Jørn Spottag - overlæge
- Susan Olsen - Margrethe
- Donald Högberg - mand i hus
- Barbro Enberg - dame i hus
- Lia Boysen - Drengens mor
- Jens Lundman - Drengens mors fyr
- Ejnar Brund Gensø - kirketjener
- Maria Rossing - Mona
- Nis Bank-Mikkelsen - ældre herre
- Casper Lagerbon - Bo
- Emma Rasmussen - Karoline
- Mathilde Oszadlik - konfirmand
- Julie Carlsen - plejeren Jette
- Jacob Lohmann - vagten Torben
- Mads Rømer Brolin-Tani - vagten Peter